# مات ستون
مات ستون (بالإنجليزية: Matt Stone)‏ (26 مايو 1971 - ) ممثل ومنتج ومخرج وكوميدي أمريكي اشتهر في دوره في المسلسل الأمريكي الكرتوني ساوث بارك مع صديقه المنتج تري باركر .

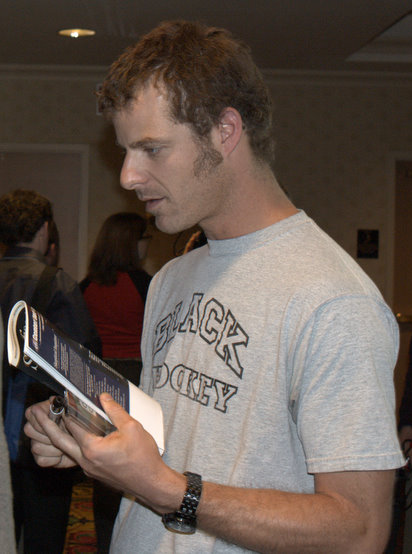
مات ستون

## روابط خارجية
- مات ستون على موقع IMDb (الإنجليزية)
- مات ستون على موقع الموسوعة البريطانية (الإنجليزية)
- مات ستون على موقع روتن توميتوز (الإنجليزية)
- مات ستون على موقع مونزينجر (الألمانية)
- مات ستون على موقع ألو سيني (الفرنسية)
- مات ستون على موقع ميوزك برينز (الإنجليزية)
- مات ستون على موقع أول موفي (الإنجليزية)
- مات ستون على موقع قاعدة بيانات برودواي على الإنترنت (الإنجليزية)
- مات ستون على موقع قاعدة بيانات الأفلام السويدية (السويدية)
- مات ستون على موقع إن إن دي بي (الإنجليزية)